# Kỷ lục và số liệu thống kê Giải vô địch bóng đá các câu lạc bộ châu Á và AFC Champions League
Bài viết dưới đây thống kê chi tiết các kỷ lục và số liệu về Giải vô địch bóng đá các câu lạc bộ châu Á và AFC Champions League.

## Thống kê chung

### Giải vô địch các câu lạc bộ châu Á và AFC Champions League

#### Danh hiệu theo câu lạc bộ
| Câu lạc bộ               | Vô địch | Á quân | Mùa vô địch                 | Mùa á quân             |
| ------------------------ | ------- | ------ | --------------------------- | ---------------------- |
| Al-Hilal                 | 4       | 4      | 1991, 1999–2000, 2019, 2021 | 1986, 1987, 2014, 2017 |
| Pohang Steelers          | 3       | 1      | 1996–97, 1997–98, 2009      | 2021                   |
| Esteghlal                | 2       | 2      | 1970, 1990–91               | 1991, 1998–99          |
| Seongnam FC              | 2       | 2      | 1995, 2010                  | 1996–97, 2004          |
| Al-Ittihad               | 2       | 1      | 2004, 2005                  | 2009                   |
| Jeonbuk Hyundai Motors   | 2       | 1      | 2006, 2016                  | 2011                   |
| Urawa Red Diamonds       | 2       | 1      | 2007, 2017                  | 2019                   |
| Maccabi Tel Aviv1        | 2       | 0      | 1969, 1971                  | —                      |
| Al-Sadd                  | 2       | 0      | 1988–89, 2011               | —                      |
| Thai Farmers Bank2       | 2       | 0      | 1993–94, 1994–95            | —                      |
| Suwon Samsung Bluewings  | 2       | 0      | 2000–01, 2001–02            | —                      |
| Ulsan Hyundai            | 2       | 0      | 2012, 2020                  | —                      |
| Guangzhou                | 2       | 0      | 2013, 2015                  | —                      |
| Júbilo Iwata             | 1       | 2      | 1998–99                     | 1999–2000, 2000–01     |
| Al-Ain                   | 1       | 2      | 2002–03                     | 2005, 2016             |
| Hapoel Tel Aviv1         | 1       | 1      | 1967                        | 1970                   |
| Liaoning2                | 1       | 1      | 1989–90                     | 1990–91                |
| Busan IPark              | 1       | 0      | 1985–86                     | —                      |
| JEF United Chiba         | 1       | 0      | 1986                        | —                      |
| Tokyo Verdy              | 1       | 0      | 1987                        | —                      |
| PAS Tehran2              | 1       | 0      | 1992–93                     | —                      |
| Gamba Osaka              | 1       | 0      | 2008                        | —                      |
| Western Sydney Wanderers | 1       | 0      | 2014                        | —                      |
| Kashima Antlers          | 1       | 0      | 2018                        | —                      |
| Al-Ahli                  | 0       | 2      | —                           | 1985–86, 2012          |
| FC Seoul                 | 0       | 2      | —                           | 2001–02, 2013          |
| Persepolis               | 0       | 2      | —                           | 2018, 2020             |
| Selangor                 | 0       | 1      | —                           | 1967                   |
| Yangzee2                 | 0       | 1      | —                           | 1969                   |
| Al-Shorta                | 0       | 1      | —                           | 1971                   |
| Al-Rasheed2              | 0       | 1      | —                           | 1988–89                |
| Yokohama F. Marinos      | 0       | 1      | —                           | 1989–90                |
| Al-Shabab                | 0       | 1      | —                           | 1992–93                |
| Oman Club                | 0       | 1      | —                           | 1993–94                |
| Al-Arabi                 | 0       | 1      | —                           | 1994–95                |
| Al-Nassr                 | 0       | 1      | —                           | 1995                   |
| Dalian Shide2            | 0       | 1      | —                           | 1997–98                |
| Police Tero              | 0       | 1      | —                           | 2002–03                |
| Al-Karamah               | 0       | 1      | —                           | 2006                   |
| Sepahan                  | 0       | 1      | —                           | 2007                   |
| Adelaide United          | 0       | 1      | —                           | 2008                   |
| Zob Ahan                 | 0       | 1      | —                           | 2010                   |
| Shabab Al-Ahli           | 0       | 1      | —                           | 2015                   |

1 Năm 1974, Hiệp hội bóng đá Israel bị khai trừ khỏi AFC vì áp lực chính trị, và trở thành thành viên đầy đủ của UEFA kể từ năm 1994. Do đó, các câu lạc bộ Israel không còn tham gia các giải đấu của AFC mà thay vào đó là của UEFA.2 Đội không còn tồn tại.

#### Danh hiệu theo thành phố
| Thành phố  | Vô địch | Á quân | Câu lạc bộ vô địch                        | Câu lạc bộ á quân                         |
| ---------- | ------- | ------ | ----------------------------------------- | ----------------------------------------- |
| Riyadh     | 4       | 6      | Al-Hilal (4)                              | Al-Hilal (4), Al-Shabab (1), Al-Nassr (1) |
| Tehran     | 3       | 4      | Esteghlal (2), PAS Tehran (1)             | Esteghlal (2), Persepolis (2)             |
| Tel Aviv   | 3       | 1      | Maccabi Tel Aviv (2), Hapoel Tel Aviv (1) | Hapoel Tel Aviv (1)                       |
| Pohang     | 3       | 1      | Pohang Steelers (3)                       | Pohang Steelers (1)                       |
| Jeddah     | 2       | 3      | Al-Ittihad (2)                            | Al-Ahli (2), Al-Ittihad (1)               |
| Bangkok    | 2       | 1      | Thai Farmers Bank (2)                     | BEC Tero Sasana (1)                       |
| Doha       | 2       | 1      | Al-Sadd (2)                               | Al-Arabi (1)                              |
| Jeonju     | 2       | 1      | Jeonbuk Hyundai Motors (2)                | Jeonbuk Hyundai Motors (1)                |
| Saitama    | 2       | 1      | Urawa Red Diamonds (2)                    | Urawa Red Diamonds (1)                    |
| Suwon      | 2       | 0      | Suwon Samsung Bluewings (2)               | —                                         |
| Ulsan      | 2       | 0      | Ulsan Hyundai (2)                         | —                                         |
| Guangzhou  | 2       | 0      | Guangzhou (2)                             | —                                         |
| Iwata      | 1       | 2      | Júbilo Iwata (1)                          | Júbilo Iwata (2)                          |
| Seoul      | 1       | 2      | Ilhwa Chunma (1)                          | Yangzee (1), FC Seoul (1)                 |
| Al Ain     | 1       | 2      | Al-Ain (1)                                | Al-Ain (2)                                |
| Thẩm Dương | 1       | 1      | Liêu Ninh (1)                             | Liêu Ninh (1)                             |
| Yokohama   | 1       | 1      | Furukawa Electric (1)                     | Yokohama F. Marinos (1)                   |
| Seongnam   | 1       | 1      | Seongnam Ilhwa Chunma (1)                 | Seongnam Ilhwa Chunma (1)                 |
| Sydney     | 1       | 0      | Western Sydney Wanderers (1)              | —                                         |
| Busan      | 1       | 0      | Daewoo Royals (1)                         | —                                         |
| Tokyo      | 1       | 0      | Yomiuri (1)                               | —                                         |
| Osaka      | 1       | 0      | Gamba Osaka (1)                           | —                                         |
| Kashima    | 1       | 0      | Kashima Antlers (1)                       | —                                         |
| Isfahan    | 0       | 2      | —                                         | Sepahan (1), Zob Ahan (1)                 |
| Baghdad    | 0       | 2      | —                                         | Al-Shorta (1), Al-Rasheed (1)             |
| Selangor   | 0       | 1      | —                                         | Selangor (1)                              |
| Muscat     | 0       | 1      | —                                         | Oman Club (1)                             |
| Đại Liên   | 0       | 1      | —                                         | Dalian Wanda (1)                          |
| Anyang     | 0       | 1      | —                                         | Anyang LG Cheetahs (1)                    |
| Homs       | 0       | 1      | —                                         | Al-Karamah (1)                            |
| Adelaide   | 0       | 1      | —                                         | Adelaide United (1)                       |
| Dubai      | 0       | 1      | —                                         | Al-Ahli (1)                               |

#### Danh hiệu theo quốc gia
| Quốc gia    | Vô địch | Á quân | Câu lạc bộ vô địch | Á quân                                                                                  |
| ----------- | ------- | ------ | --- | --------------------------------------------------------------------------------------- |
| Hàn Quốc    | 12      | 7      | Pohang Steelers (3) Seongnam FC (2) Suwon Samsung Bluewings (2) Jeonbuk Hyundai Motors (2) Ulsan Hyundai (2) Busan IPark (1) | Seongnam FC (2) FC Seoul (2) Jeonbuk Hyundai Motors (1) Yangzee (1) Pohang Steelers (1) |
| Nhật Bản    | 7       | 4      | Urawa Red Diamonds (2) JEF United Chiba (1) Tokyo Verdy (1) Gamba Osaka (1) Júbilo Iwata (1) Kashima Antlers (1)             | Júbilo Iwata (2) Yokohama F. Marinos (1) Urawa Red Diamonds (1)                         |
| Ả Rập Xê Út | 6       | 9      | Al-Hilal (4) Al-Ittihad (2)                                                                                                  | Al-Hilal (4) Al-Ahli (2) Al-Ittihad (1) Al-Nassr (1) Al-Shabab (1)                      |
| Iran        | 3       | 6      | Esteghlal (2) PAS Tehran (1)                                                                                                 | Esteghlal (2) Persepolis (2) Sepahan (1) Zob Ahan (1)                                   |
| Trung Quốc  | 3       | 2      | Quảng Châu (2) Liêu Ninh (1)                                                                                                 | Liêu Ninh (1) Dalian Shide (1)                                                          |
| Israel      | 3       | 1      | Maccabi Tel Aviv (2) Hapoel Tel Aviv (1)                                                                                     | Hapoel Tel Aviv (1)                                                                     |
| Qatar       | 2       | 1      | Al-Sadd (2) | Al-Arabi (1)                                                                            |
| Thái Lan    | 2       | 1      | Ngân hàng Nông nghiệp Thái Lan (2)                                                                                           | Police Tero (1)                                                                         |
| UAE         | 1       | 3      | Al-Ain (1) | Al-Ain (2) Shabab Al-Ahli (1)                                                           |
| Úc          | 1       | 1      | Western Sydney Wanderers (1)                                                                                                 | Adelaide United (1)                                                                     |
| Iraq        | 0       | 2      | — | Al-Shorta (1) Al-Rasheed (1)                                                            |
| Malaysia    | 0       | 1      | — | Selangor (1)                                                                            |
| Oman        | 0       | 1      | — | Câu lạc bộ Oman (1)                                                                     |
| Syria       | 0       | 1      | — | Al-Karamah (1)                                                                          |

### Kỷ nguyên AFC Champions League

#### Danh hiệu theo câu lạc bộ
| Câu lạc bộ             | Vô địch | Á quân | Mùa vô địch | Mùa á quân |
| ---------------------- | ------- | ------ | ----------- | ---------- |
| Al-Hilal               | 2       | 2      | 2019, 2021  | 2014, 2017 |
| Al-Ittihad             | 2       | 1      | 2004, 2005  | 2009       |
| Jeonbuk Hyundai Motors | 2       | 1      | 2006, 2016  | 2011       |
| Urawa Red Diamonds     | 2       | 1      | 2007, 2017  | 2019       |
| Ulsan Hyundai          | 2       | 0      | 2012, 2020  | —          |
| Quảng Châu             | 2       | 0      | 2013, 2015  | —          |
| Al-Ain                 | 1       | 2      | 2003        | 2005, 2016 |
| Seongnam FC            | 1       | 1      | 2010        | 2004       |
| Pohang Steelers        | 1       | 1      | 2009        | 2021       |
| Gamba Osaka            | 1       | 0      |             | —          |
| Al-Sadd                | 1       | 0      | 2011        | —          |
| Tây Sydney Wanderers   | 1       | 0      |             | —          |
| Kashima Antlers        | 1       | 0      | —           | 2018       |
| Persepolis             | 0       | 2      | —           | 2018, 2020 |
| Cảnh sát Tero          | 0       | 1      | —           | 2003       |
| Al-Karamah             | 0       | 1      | —           | 2006       |
| Sepahan                | 0       | 1      | —           | 2007       |
| Adelaide United        | 0       | 1      | —           | 2008       |
| Zob Ahan               | 0       | 1      | —           | 2010       |
| Al-Ahli                | 0       | 1      | —           | 2012       |
| FC Seoul               | 0       | 1      | —           | 2013       |
| Shabab Al-Ahli         | 0       | 1      | —           | 2015       |

#### Danh hiệu theo thành phố
| City       | Vô địch | Á quân | Câu lạc bộ vô địch           | Câu lạc bộ á quân           |
| ---------- | ------- | ------ | ---------------------------- | --------------------------- |
| Jeddah     | 2       | 2      | Al-Ittihad (2)               | Al-Ittihad (1), Al-Ahli (1) |
| Riyadh     | 2       | 2      | Al-Hilal (2)                 | Al-Hilal (2)                |
| Jeonju     | 2       | 1      | Jeonbuk Hyundai Motors (2)   | Jeonbuk Hyundai Motors (1)  |
| Saitama    | 2       | 1      | Urawa Red Diamonds (2)       | Urawa Red Diamonds (1)      |
| Ulsan      | 2       | 0      | Ulsan Hyundai (2)            | —                           |
| Quảng Châu | 2       | 0      | Quảng Châu (2)               | —                           |
| Al Ain     | 1       | 2      | Al-Ain (1)                   | Al-Ain (2)                  |
| Seongnam   | 1       | 1      | Seongnam FC (1)              | Seongnam FC (1)             |
| Pohang     | 1       | 1      | Pohang Steelers (1)          | Pohang Steelers (1)         |
| Osaka      | 1       | 0      | Gamba Osaka (1)              | —                           |
| Doha       | 1       | 0      | Al-Sadd (1)                  | —                           |
| Sydney     | 1       | 0      | Western Sydney Wanderers (1) | —                           |
| Kashima    | 1       | 0      | Kashima Antlers (1)          | —                           |
| Isfahan    | 0       | 2      | —                            | Sepahan (1), Zob Ahan (1)   |
| Tehran     | 0       | 2      | —                            | Persepolis (2)              |
| Bangkok    | 0       | 1      | —                            | Police Tero (1)             |
| Homs       | 0       | 1      | —                            | Al-Karamah (1)              |
| Adelaide   | 0       | 1      | —                            | Adelaide United (1)         |
| Seoul      | 0       | 1      | —                            | FC Seoul (1)                |
| Dubai      | 0       | 1      | —                            | Shabab Al-Ahli (1)          |

#### Danh hiệu theo quốc gia
| Quốc gia    | Vô địch | Á quân | Câu lạc bộ vô địch                                                               | Câu lạc bộ á quân                                                           |
| ----------- | ------- | ------ | -------------------------------------------------------------------------------- | --------------------------------------------------------------------------- |
| Hàn Quốc    | 6       | 4      | Jeonbuk Hyundai Motors (2) Ulsan Hyundai (2) Pohang Steelers (1) Seongnam FC (1) | Seongnam FC (1) FC Seoul (1) Jeonbuk Hyundai Motors (1) Pohang Steelers (1) |
| Nhật Bản    | 4       | 1      | Urawa Red Diamonds (2) Gamba Osaka (1) Kashima Antlers (1)                       | Urawa Red Diamonds (1)                                                      |
| Ả Rập Xê Út | 4       | 4      | Al-Ittihad (2) Al-Hilal (2)                                                      | Al-Hilal (2) Al-Ittihad (1) Al-Ahli (1)                                     |
| Trung Quốc  | 2       | 0      | Quảng Châu (2)                                                                   | —                                                                           |
| UAE         | 1       | 3      | Al-Ain (1)                                                                       | Al-Ain (2) Shabab Al-Ahli (1)                                               |
| Úc          | 1       | 1      | Western Sydney Wanderers (1)                                                     | Adelaide United (1)                                                         |
| Qatar       | 1       | 0      | Al-Sadd (1)                                                                      | —                                                                           |
| Iran        | 0       | 4      | —                                                                                | Persepolis (2) Sepahan (1) Zob Ahan (1)                                     |
| Thái Lan    | 0       | 1      | —                                                                                | Police Tero (1)                                                             |
| Syria       | 0       | 1      | —                                                                                | Al-Karamah (1)                                                              |

## Số liệu thống kê

### Bảng xếp hạng tổng thể theo câu lạc bộ
Bảng này bao gồm các kết quả tính từ vòng bảng của AFC Champions League kể từ mùa giải 2002/03, do đó:
- Bảng không bao gồm kết quả của Giải vô địch các câu lạc bộ châu Á cũ;
- Bảng không bao gồm kết quả ở vòng loại.

Tính đến 21 tháng 12 năm 2021 (Sau trận chung kết năm 2021)
| Thành tích tốt nhất |  | Vô địch |  | Á quân |  | Bán kết |  | Tứ kết |

| Hạng | Câu lạc bộ              | Số mùa | Số trận | T  | H  | B  | BT  | BB  | HS  | Điểm | VĐ | AQ | BK | TK | V16 | VB |
| ---- | ----------------------- | ------ | ------- | -- | -- | -- | --- | --- | --- | ---- | -- | -- | -- | -- | --- | -- |
| 1    | Al-Hilal                | 16     | 139     | 67 | 38 | 34 | 224 | 144 | +80 | 239  | 2  | 2  | 2  | 2  | 4   | 4  |
| 2    | Jeonbuk Hyundai Motors  | 14     | 123     | 64 | 23 | 36 | 250 | 151 | +99 | 215  | 2  | 1  | 1  | 5  | 3   | 2  |
| 3    | Al-Ain                  | 15     | 117     | 45 | 36 | 36 | 173 | 154 | +19 | 171  | 1  | 2  | 1  | 3  | 2   | 6  |
| 4    | Al-Ittihad              | 11     | 92      | 49 | 21 | 22 | 176 | 99  | +77 | 168  | 2  | 1  | 2  | 3  |     | 3  |
| 5    | Al-Sadd                 | 14     | 106     | 41 | 30 | 35 | 154 | 138 | +16 | 153  | 1  |    | 2  | 2  | 2   | 7  |
| 6    | Pakhtakor               | 16     | 99      | 42 | 23 | 34 | 130 | 124 | +6  | 149  |    |    | 2  | 2  | 1   | 11 |
| 7    | Al-Ahli                 | 12     | 94      | 41 | 25 | 28 | 152 | 116 | +36 | 148  |    | 1  |    | 4  | 3   | 4  |
| 8    | Quảng Châu              | 10     | 93      | 40 | 26 | 27 | 153 | 109 | +44 | 146  | 2  |    | 1  | 3  | 1   | 3  |
| 9    | Ulsan Hyundai           | 9      | 71      | 44 | 12 | 15 | 125 | 79  | +46 | 144  | 2  |    | 2  |    | 2   | 3  |
| 10   | Suwon Samsung Bluewings | 10     | 77      | 35 | 23 | 19 | 126 | 81  | +45 | 128  |    |    | 2  | 2  | 2   | 4  |
| 11   | Persepolis              | 10     | 79      | 37 | 17 | 25 | 106 | 88  | +18 | 128  |    | 2  | 1  | 1  | 3   | 3  |
| 12   | Sepahan                 | 12     | 84      | 37 | 17 | 30 | 120 | 103 | +17 | 128  |    | 1  |    | 2  |     | 9  |
| 13   | Al-Duhail               | 10     | 78      | 36 | 20 | 22 | 120 | 104 | +16 | 128  |    |    |    | 3  | 3   | 4  |
| 14   | Kashima Antlers         | 9      | 70      | 36 | 15 | 19 | 138 | 76  | +62 | 123  | 1  |    |    | 2  | 4   | 2  |
| 15   | Esteghlal               | 12     | 83      | 32 | 26 | 25 | 122 | 104 | +18 | 122  |    |    | 1  | 1  | 5   | 5  |
| 16   | Gamba Osaka             | 10     | 75      | 33 | 17 | 25 | 147 | 97  | +50 | 116  | 1  |    | 1  |    | 3   | 5  |
| 17   | FC Seoul                | 8      | 76      | 31 | 22 | 23 | 124 | 97  | +27 | 115  |    | 1  | 2  | 2  | 1   | 2  |
| 18   | Al-Shabab               | 9      | 67      | 33 | 12 | 22 | 90  | 76  | +14 | 111  |    |    | 1  | 2  | 3   | 3  |
| 19   | Seongnam FC             | 6      | 52      | 32 | 9  | 11 | 117 | 55  | +62 | 105  | 1  | 1  | 1  |    | 2   | 1  |
| 20   | Pohang Steelers         | 8      | 65      | 28 | 21 | 16 | 82  | 56  | +26 | 105  | 1  | 1  |    | 2  |     | 4  |
| 21   | Kawasaki Frontale       | 8      | 60      | 30 | 14 | 16 | 111 | 62  | +49 | 104  |    |    |    | 3  | 2   | 3  |
| 22   | Urawa Red Diamonds      | 7      | 64      | 27 | 18 | 19 | 100 | 72  | +28 | 99   | 2  | 1  | 1  |    | 1   | 2  |
| 23   | Bunyodkor               | 10     | 78      | 25 | 21 | 32 | 86  | 103 | −17 | 96   |    |    | 2  | 1  | 4   | 3  |
| 24   | Zob Ahan                | 7      | 55      | 26 | 14 | 15 | 73  | 56  | +17 | 92   |    | 1  |    | 1  | 3   | 2  |
| 25   | Sơn Đông Thái Sơn       | 9      | 62      | 26 | 14 | 22 | 102 | 95  | +7  | 92   |    |    |    | 2  | 1   | 6  |

- Xem {toàn bộ bảng}

### Bảng xếp hạng tổng thể theo giải đấu
Bảng này bao gồm các kết quả tính từ vòng bảng của AFC Champions League từ mùa giải 2002–03; kết quả vòng loại không được tính.
Tính đến 21 tháng 12 năm 2021 (Sau trận chung kết năm 2021)
| #  | Giải                        | Tham dự | Tr  | T   | H   | B   | BT  | BB  | HS   | Đ   | VĐ | AQ | BK | TK | 16 | VB |
| -- | --------------------------- | ------- | --- | --- | --- | --- | --- | --- | ---- | --- | -- | -- | -- | -- | -- | -- |
| 1  | K League 1                  | 65      | 528 | 264 | 118 | 146 | 941 | 605 | +336 | 910 | 6  | 4  | 9  | 11 | 12 | 23 |
| 2  | Saudi Professional League   | 60      | 477 | 221 | 117 | 139 | 739 | 542 | +197 | 780 | 4  | 4  | 7  | 12 | 13 | 20 |
| 3  | J1 League                   | 64      | 478 | 223 | 105 | 150 | 833 | 560 | +273 | 774 | 4  | 1  | 5  | 8  | 21 | 25 |
| 4  | Persian Gulf Pro League     | 59      | 423 | 169 | 109 | 145 | 566 | 505 | +61  | 616 |    | 4  | 2  | 8  | 17 | 28 |
| 5  | Chinese Super League        | 60      | 430 | 164 | 112 | 154 | 607 | 580 | +27  | 604 | 2  |    | 4  | 11 | 9  | 34 |
| 6  | UAE Pro League              | 56      | 395 | 123 | 109 | 163 | 526 | 621 | –95  | 478 | 1  | 3  | 2  | 7  | 11 | 32 |
| 7  | Qatar Stars League          | 48      | 342 | 119 | 85  | 138 | 470 | 523 | –53  | 442 | 1  |    | 4  | 6  | 7  | 30 |
| 8  | Uzbekistan Super League     | 40      | 265 | 92  | 65  | 108 | 316 | 367 | –51  | 341 |    |    | 4  | 5  | 6  | 27 |
| 9  | A-League                    | 31      | 212 | 60  | 58  | 94  | 241 | 332 | –91  | 238 | 1  | 1  |    | 1  | 6  | 22 |
| 10 | Thai League 1               | 23      | 145 | 37  | 35  | 73  | 154 | 261 | –107 | 146 |    | 1  |    | 1  | 3  | 18 |
| 11 | Iraqi Premier League        | 15      | 81  | 19  | 20  | 42  | 80  | 119 | –39  | 77  |    |    |    |    |    | 15 |
| 12 | Kuwaiti Premier League      | 9       | 58  | 19  | 14  | 25  | 67  | 84  | –17  | 71  |    |    | 1  | 1  |    | 8  |
| 13 | Syrian Premier League       | 8       | 58  | 18  | 11  | 29  | 63  | 92  | –29  | 65  |    | 1  |    | 2  |    | 5  |
| 14 | Liga 1                      | 9       | 54  | 10  | 6   | 38  | 41  | 163 | –122 | 36  |    |    |    |    |    | 9  |
| 15 | V.League 1                  | 12      | 68  | 7   | 7   | 54  | 51  | 200 | –149 | 28  |    |    |    |    |    | 11 |
| 16 | Hong Kong Premier League    | 3       | 18  | 4   | 3   | 11  | 8   | 41  | –33  | 15  |    |    |    |    |    | 3  |
| 16 | Tajikistan Higher League    | 1       | 7   | 3   | 1   | 3   | 10  | 9   | +1   | 10  |    |    |    |    | 1  |    |
| 18 | Malaysia Super League       | 2       | 12  | 2   | 2   | 8   | 7   | 17  | –10  | 8   |    |    |    |    |    | 2  |
| 19 | Jordanian Pro League        | 1       | 6   | 2   | 1   | 3   | 4   | 7   | –3   | 7   |    |    |    |    |    | 1  |
| 20 | Singapore Premier League    | 3       | 18  | 1   | 2   | 15  | 11  | 62  | –51  | 5   |    |    |    |    |    | 3  |
| 21 | Philippines Football League | 2       | 12  | 1   | 1   | 10  | 6   | 40  | –34  | 4   |    |    |    |    |    | 2  |
| 22 | Indian Super League         | 1       | 6   | 0   | 3   | 3   | 2   | 9   | –7   | 3   |    |    |    |    |    | 1  |
| 23 | Ýokary Liga                 | 1       | 3   | 0   | 0   | 3   | 1   | 10  | –9   | 0   |    |    |    |    |    | 1  |

### Số lượng câu lạc bộ tham gia
Bảng sau đây là danh sách câu lạc bộ đã tham dự AFC Champions League (Vòng bảng).
| Quốc gia                                  | #  | Câu lạc bộ               | Năm                                                                                            |
| ----------------------------------------- | -- | ------------------------ | ---------------------------------------------------------------------------------------------- |
| Nhật Bản (15)                             | 10 | Gamba Osaka              | 2006, 2008, 2009, 2010, 2011, 2012, 2015, 2016, 2017, 2021                                     |
| Nhật Bản (15)                             | 9  | Kashima Antlers          | 2003, 2008, 2009, 2010, 2011, 2015, 2017, 2018, 2019                                           |
| Nhật Bản (15)                             | 8  | Kawasaki Frontale        | 2007, 2009, 2010, 2014, 2017, 2018, 2019, 2021                                                 |
| Nhật Bản (15)                             | 7  | Urawa Red Diamonds       | 2007, 2008, 2013, 2015, 2016, 2017, 2019                                                       |
| Nhật Bản (15)                             | 5  | Sanfrecce Hiroshima      | 2010, 2013, 2014, 2016, 2019                                                                   |
| Nhật Bản (15)                             | 4  | Yokohama F. Marinos      | 2004, 2005, 2014, 2020                                                                         |
| Nhật Bản (15)                             | 4  | Nagoya Grampus           | 2009, 2011, 2012, 2021                                                                         |
| Nhật Bản (15)                             | 4  | Kashiwa Reysol           | 2012, 2013, 2015, 2018                                                                         |
| Nhật Bản (15)                             | 4  | Cerezo Osaka             | 2011, 2014, 2018, 2021                                                                         |
| Nhật Bản (15)                             | 3  | FC Tokyo                 | 2012, 2016, 2020                                                                               |
| Nhật Bản (15)                             | 2  | Júbilo Iwata             | 2004, 2005                                                                                     |
| Nhật Bản (15)                             | 1  | Shimizu S-Pulse          | 2003                                                                                           |
| Nhật Bản (15)                             | 1  | Tokyo Verdy              | 2006                                                                                           |
| Nhật Bản (15)                             | 1  | Vegalta Sendai           | 2013                                                                                           |
| Nhật Bản (15)                             | 1  | Vissel Kobe              | 2020                                                                                           |
| Trung Quốc (15)                           | 10 | Bắc Kinh Quốc An         | 2008, 2009, 2010, 2012, 2013, 2014, 2015, 2019, 2020, 2021                                     |
| Trung Quốc (15)                           | 10 | Quảng Châu               | 2012, 2013, 2014, 2015, 2016, 2017, 2018, 2019, 2020, 2021                                     |
| Trung Quốc (15)                           | 9  | Sơn Đông Thái Sơn        | 2005, 2007, 2009, 2010, 2011, 2014, 2015, 2016, 2019                                           |
| Trung Quốc (15)                           | 8  | Thân Hoa Thượng Hải      | 2003, 2004, 2006, 2007, 2009, 2011, 2018, 2020                                                 |
| Trung Quốc (15)                           | 5  | Cảng Thượng Hải          | 2016, 2017, 2018, 2019, 2020                                                                   |
| Trung Quốc (15)                           | 3  | Đại Liên Shide           | 2003, 2004, 2006                                                                               |
| Trung Quốc (15)                           | 3  | Thiên Tân Jinmen Tiger   | 2009, 2011, 2012                                                                               |
| Trung Quốc (15)                           | 3  | Giang Tô                 | 2013, 2016, 2017                                                                               |
| Trung Quốc (15)                           | 2  | Trường Xuân Yatai        | 2008, 2010                                                                                     |
| Trung Quốc (15)                           | 2  | Bắc Kinh Nhân Hòa        | 2013, 2014                                                                                     |
| Trung Quốc (15)                           | 1  | Thâm Quyến               | 2005                                                                                           |
| Trung Quốc (15)                           | 1  | Hà Nam Tùng Sơn Long Môn | 2010                                                                                           |
| Trung Quốc (15)                           | 1  | Chiết Giang Pro          | 2011                                                                                           |
| Trung Quốc (15)                           | 1  | Thành phố Quảng Châu     | 2015                                                                                           |
| Trung Quốc (15)                           | 1  | Thiên Tân Thiên Hải      | 2018                                                                                           |
| Iran (13)                                 | 12 | Esteghlal                | 2003, 2009, 2010, 2011, 2012, 2013, 2014, 2017, 2018, 2019, 2020, 2021                         |
| Iran (13)                                 | 12 | Sepahan                  | 2004, 2005, 2007, 2008, 2009, 2010, 2011, 2012, 2013, 2014, 2016, 2020                         |
| Iran (13)                                 | 10 | Persepolis               | 2003, 2009, 2011, 2012, 2015, 2017, 2018, 2019, 2020, 2021                                     |
| Iran (13)                                 | 7  | Zob Ahan                 | 2004, 2010, 2011, 2016, 2017, 2018, 2019                                                       |
| Iran (13)                                 | 6  | Tractor                  | 2013, 2014, 2015, 2016, 2018, 2021                                                             |
| Iran (13)                                 | 4  | Foolad                   | 2006, 2014, 2015, 2021                                                                         |
| Iran (13)                                 | 2  | Saba Qom                 | 2006, 2009                                                                                     |
| Iran (13)                                 | 1  | Pas                      | 2005                                                                                           |
| Iran (13)                                 | 1  | Saipa                    | 2008                                                                                           |
| Iran (13)                                 | 1  | Mes Kerman               | 2010                                                                                           |
| Iran (13)                                 | 1  | Naft Tehran              | 2015                                                                                           |
| Iran (13)                                 | 1  | Esteghlal Khuzestan      | 2017                                                                                           |
| Iran (13)                                 | 1  | Shahr Khodro             | 2020                                                                                           |
| Hàn Quốc (12)                             | 14 | Jeonbuk Hyundai Motors   | 2004, 2006, 2007, 2010, 2011, 2012, 2013, 2014, 2015, 2016, 2018, 2019, 2020, 2021             |
| Hàn Quốc (12)                             | 10 | Suwon Samsung Bluewings  | 2005, 2009, 2010, 2011, 2013, 2015, 2016, 2017, 2018, 2020                                     |
| Hàn Quốc (12)                             | 9  | Ulsan Hyundai            | 2006, 2009, 2012, 2014, 2017, 2018, 2019, 2020, 2021                                           |
| Hàn Quốc (12)                             | 8  | FC Seoul                 | 2009, 2011, 2013, 2014, 2015, 2016, 2017, 2020                                                 |
| Hàn Quốc (12)                             | 8  | Pohang Steelers          | 2008, 2009, 2010, 2012, 2013, 2014, 2016, 2021                                                 |
| Hàn Quốc (12)                             | 6  | Seongnam FC              | 2003, 2004, 2007, 2010, 2012, 2015                                                             |
| Hàn Quốc (12)                             | 3  | Jeju United              | 2011, 2017, 2018                                                                               |
| Hàn Quốc (12)                             | 2  | Jeonnam Dragons          | 2007, 2008                                                                                     |
| Hàn Quốc (12)                             | 2  | Daegu FC                 | 2019, 2021                                                                                     |
| Hàn Quốc (12)                             | 1  | Daejeon Hana Citizen     | 2003                                                                                           |
| Hàn Quốc (12)                             | 1  | Busan IPark              | 2005                                                                                           |
| Hàn Quốc (12)                             | 1  | Gyeongnam FC             | 2019                                                                                           |
| Thái Lan (11)                             | 7  | Buriram United           | 2012, 2013, 2014, 2015, 2016, 2018, 2019                                                       |
| Thái Lan (11)                             | 3  | Police Tero              | 2003, 2004, 2005                                                                               |
| Thái Lan (11)                             | 3  | Krung Thai Bank          | 2004, 2005, 2008                                                                               |
| Thái Lan (11)                             | 2  | Muangthong United        | 2013, 2017                                                                                     |
| Thái Lan (11)                             | 2  | Chiangrai United         | 2020, 2021                                                                                     |
| Thái Lan (11)                             | 1  | Jumpasri United          | 2003                                                                                           |
| Thái Lan (11)                             | 1  | Bangkok United           | 2007                                                                                           |
| Thái Lan (11)                             | 1  | Chonburi                 | 2008                                                                                           |
| Thái Lan (11)                             | 1  | BG Pathum United         | 2021                                                                                           |
| Thái Lan (11)                             | 1  | Port                     | 2021                                                                                           |
| Thái Lan (11)                             | 1  | Ratchaburi Mitr Phol     | 2021                                                                                           |
| Các Tiểu vương quốc Ả Rập Thống nhất (10) | 15 | Al-Ain                   | 2003, 2004, 2005, 2006, 2007, 2010, 2011, 2013, 2014, 2015, 2016, 2017, 2018, 2019, 2020       |
| Các Tiểu vương quốc Ả Rập Thống nhất (10) | 10 | Al-Wahda                 | 2004, 2006, 2007, 2008, 2010, 2011, 2017, 2018, 2019, 2021                                     |
| Các Tiểu vương quốc Ả Rập Thống nhất (10) | 9  | Al-Jazira                | 2009, 2010, 2011, 2012, 2013, 2014, 2016, 2017, 2018                                           |
| Các Tiểu vương quốc Ả Rập Thống nhất (10) | 8  | Shabab Al-Ahli           | 2005, 2009, 2010, 2014, 2015, 2017, 2020, 2021                                                 |
| Các Tiểu vương quốc Ả Rập Thống nhất (10) | 3  | Sharjah                  | 2004, 2020, 2021                                                                               |
| Các Tiểu vương quốc Ả Rập Thống nhất (10) | 3  | Al-Wasl                  | 2008, 2018, 2019                                                                               |
| Các Tiểu vương quốc Ả Rập Thống nhất (10) | 3  | Al-Shabab                | 2009, 2012, 2013                                                                               |
| Các Tiểu vương quốc Ả Rập Thống nhất (10) | 3  | Al-Nasr                  | 2012, 2013, 2016                                                                               |
| Các Tiểu vương quốc Ả Rập Thống nhất (10) | 1  | Emirates                 | 2011                                                                                           |
| Các Tiểu vương quốc Ả Rập Thống nhất (10) | 1  | Baniyas                  | 2012                                                                                           |
| Ả Rập Xê Út (8)                           | 16 | Al-Hilal                 | 2003, 2004, 2006, 2007, 2009, 2010, 2011, 2012, 2013, 2014, 2015, 2016, 2017, 2018, 2019, 2021 |
| Ả Rập Xê Út (8)                           | 12 | Al-Ahli                  | 2005, 2008, 2010, 2012, 2013, 2015, 2016, 2017, 2018, 2019, 2020, 2021                         |
| Ả Rập Xê Út (8)                           | 11 | Al-Ittihad               | 2004, 2005, 2006, 2008, 2009, 2010, 2011, 2012, 2014, 2016, 2019                               |
| Ả Rập Xê Út (8)                           | 9  | Al-Shabab                | 2005, 2006, 2007, 2009, 2010, 2011, 2013, 2014, 2015                                           |
| Ả Rập Xê Út (8)                           | 6  | Al-Nassr                 | 2011, 2015, 2016, 2019, 2020, 2021                                                             |
| Ả Rập Xê Út (8)                           | 2  | Al-Ettifaq               | 2009, 2013                                                                                     |
| Ả Rập Xê Út (8)                           | 2  | Al-Fateh                 | 2014, 2017                                                                                     |
| Ả Rập Xê Út (8)                           | 2  | Al-Taawoun               | 2017, 2020                                                                                     |
| Qatar (8)                                 | 14 | Al-Sadd                  | 2003, 2004, 2005, 2006, 2007, 2008, 2010, 2011, 2014, 2015, 2018, 2019, 2020, 2021             |
| Qatar (8)                                 | 10 | Al-Rayyan                | 2005, 2007, 2011, 2012, 2013, 2014, 2017, 2018, 2019, 2021                                     |
| Qatar (8)                                 | 10 | Al-Duhail                | 2012, 2013, 2014, 2015, 2016, 2017, 2018, 2019, 2020, 2021                                     |
| Qatar (8)                                 | 8  | Al-Gharafa               | 2006, 2008, 2009, 2010, 2011, 2012, 2013, 2018                                                 |
| Qatar (8)                                 | 3  | El-Jaish                 | 2013, 2014, 2016                                                                               |
| Qatar (8)                                 | 1  | Qatar SC                 | 2004                                                                                           |
| Qatar (8)                                 | 1  | Umm-Salal                | 2009                                                                                           |
| Qatar (8)                                 | 1  | Al-Arabi                 | 2012                                                                                           |
| Úc (8)                                    | 8  | Melbourne Victory        | 2008, 2010, 2011, 2014, 2016, 2018, 2019, 2020                                                 |
| Úc (8)                                    | 7  | Sydney FC                | 2007, 2011, 2016, 2018, 2019, 2020, 2021                                                       |
| Úc (8)                                    | 5  | Adelaide United          | 2007, 2008, 2010, 2012, 2017                                                                   |
| Úc (8)                                    | 4  | Central Coast Mariners   | 2009, 2012, 2013, 2014                                                                         |
| Úc (8)                                    | 3  | Brisbane Roar            | 2012, 2015, 2017                                                                               |
| Úc (8)                                    | 3  | Western Sydney Wanderers | 2014, 2015, 2017                                                                               |
| Úc (8)                                    | 1  | Newcastle Jets           | 2009                                                                                           |
| Úc (8)                                    | 1  | Perth Glory              | 2020                                                                                           |
| Uzbekistan (7)                            | 16 | Pakhtakor                | 2003, 2004, 2005, 2006, 2007, 2008, 2009, 2010, 2011, 2012, 2013, 2015, 2016, 2019, 2020, 2021 |
| Uzbekistan (7)                            | 10 | Bunyodkor                | 2008, 2009, 2010, 2011, 2012, 2013, 2014, 2015, 2016, 2017                                     |
| Uzbekistan (7)                            | 5  | Lokomotiv Tashkent       | 2015, 2016, 2017, 2018, 2019                                                                   |
| Uzbekistan (7)                            | 4  | Nasaf                    | 2012, 2015, 2016, 2018                                                                         |
| Uzbekistan (7)                            | 3  | Neftchi Farg'ona         | 2004, 2005, 2007                                                                               |
| Uzbekistan (7)                            | 1  | Mash'al Mubarek          | 2006                                                                                           |
| Uzbekistan (7)                            | 1  | AGMK                     | 2021                                                                                           |
| Iraq (7)                                  | 4  | Al-Shorta                | 2004, 2005, 2020, 2021                                                                         |
| Iraq (7)                                  | 4  | Al-Quwa Al-Jawiya        | 2004, 2006, 2008, 2021                                                                         |
| Iraq (7)                                  | 3  | Al-Zawra'a               | 2005, 2007, 2019                                                                               |
| Iraq (7)                                  | 1  | Al-Talaba                | 2003                                                                                           |
| Iraq (7)                                  | 1  | Al-Mina'a                | 2006                                                                                           |
| Iraq (7)                                  | 1  | Al-Najaf                 | 2007                                                                                           |
| Iraq (7)                                  | 1  | Erbil                    | 2008                                                                                           |
| Việt Nam (7)                              | 3  | Becamex Bình Dương       | 2008, 2015, 2016                                                                               |
| Việt Nam (7)                              | 2  | Bình Định                | 2004, 2005                                                                                     |
| Việt Nam (7)                              | 2  | Hoàng Anh Gia Lai        | 2004, 2005                                                                                     |
| Việt Nam (7)                              | 2  | Long An                  | 2006, 2007                                                                                     |
| Việt Nam (7)                              | 1  | Đà Nẵng                  | 2006                                                                                           |
| Việt Nam (7)                              | 1  | Nam Định                 | 2008                                                                                           |
| Việt Nam (7)                              | 1  | Viettel                  | 2021                                                                                           |
| Indonesia (6)                             | 2  | PSM Makassar             | 2004, 2005                                                                                     |
| Indonesia (6)                             | 2  | Persik Kediri            | 2004, 2007                                                                                     |
| Indonesia (6)                             | 2  | Arema                    | 2007, 2011                                                                                     |
| Indonesia (6)                             | 1  | Persebaya Surabaya       | 2005                                                                                           |
| Indonesia (6)                             | 1  | Sriwijaya                | 2009                                                                                           |
| Indonesia (6)                             | 1  | Persipura Jayapura       | 2010                                                                                           |
| Kuwait (4)                                | 3  | Al-Arabi                 | 2004, 2006, 2007                                                                               |
| Kuwait (4)                                | 3  | Al-Kuwait                | 2005, 2007, 2008                                                                               |
| Kuwait (4)                                | 2  | Al-Qadsia                | 2006, 2008                                                                                     |
| Kuwait (4)                                | 1  | Al-Salmiya               | 2005                                                                                           |
| Syria (4)                                 | 3  | Al-Ittihad               | 2006, 2007, 2008                                                                               |
| Syria (4)                                 | 3  | Al-Karamah               | 2006, 2007, 2008                                                                               |
| Syria (4)                                 | 1  | Al-Jaish                 | 2005                                                                                           |
| Syria (4)                                 | 1  | Al-Wahda                 | 2005                                                                                           |
| Hong Kong (2)                             | 2  | Kitchee                  | 2018, 2021                                                                                     |
| Hong Kong (2)                             | 1  | Eastern                  | 2017                                                                                           |
| Singapore (2)                             | 2  | Warriors                 | 2009, 2010                                                                                     |
| Singapore (2)                             | 1  | Tampines Rovers          | 2021                                                                                           |
| Philippines (2)                           | 1  | United City              | 2021                                                                                           |
| Philippines (2)                           | 1  | Kaya–Iloilo              | 2021                                                                                           |
| Malaysia (1)                              | 2  | Johor Darul Ta'zim       | 2019, 2021                                                                                     |
| Turkmenistan (1)                          | 1  | Nisa Aşgabat             | 2003                                                                                           |
| India (1)                                 | 1  | Goa                      | 2021                                                                                           |
| Jordan (1)                                | 1  | Al-Wehdat                | 2021                                                                                           |
| Tajikistan (1)                            | 1  | Istiklol                 | 2021                                                                                           |

Năm được in đậm: Đội tiến vào vòng loại trực tiếp.

### Kỷ lục khán giả
Bảng dưới đây liệt kê 20 trận đấu có nhiều khán giả nhất tại AFC Champions League (hơn 70.000 khán giả). Perspolis nắm giữ kỷ lục về số khán giả tham dự nhiều nhất (11 trận trong số 20 trận đấu có nhiều khán giả nhất) và năm trận đấu có số khán giả tham dự nhiều nhất.
| #  | Ngày              | Đội nhà    | Tỷ số | Đội khách       | Sân                | Khán giả |
| -- | ----------------- | ---------- | ----- | --------------- | ------------------ | -------- |
| 1  | 10 tháng 11, 2018 | Persepolis | 0–0   | Kashima Antlers | Sân vận động Azadi | 100,000  |
| 2  | 19 tháng 5, 2015  | Persepolis | 1–0   | Al-Hilal        | Sân vận động Azadi | 100,000  |
| 3  | 6 tháng 5, 2015   | Persepolis | 2–1   | Bunyodkor       | Sân vận động Azadi | 100,000  |
| 4  | 8 tháng 4, 2015   | Persepolis | 1–0   | Al-Nassr        | Sân vận động Azadi | 100,000  |
| 5  | 17 tháng 4, 2012  | Persepolis | 1–1   | Al-Gharafa      | Sân vận động Azadi | 96,200   |
| 6  | 21 tháng 8, 2013  | Esteghlal  | 1–0   | Buriram United  | Sân vận động Azadi | 95,300   |
| 7  | 27 tháng 5, 2009  | Persepolis | 0–1   | Bunyodkor       | Sân vận động Azadi | 95,225   |
| 8  | 12 tháng 3, 2018  | Esteghlal  | 1–1   | Al-Ain          | Sân vận động Azadi | 90,000   |
| 9  | 2 tháng 10, 2013  | Esteghlal  | 2–2   | FC Seoul        | Sân vận động Azadi | 88,330   |
| 10 | 11 tháng 5, 2011  | Esteghlal  | 2–1   | Al-Nassr        | Sân vận động Azadi | 85,422   |
| 11 | 21 tháng 3, 2012  | Persepolis | 6–1   | Al Shabab       | Sân vận động Azadi | 82,700   |
| 12 | 23 tháng 10, 2018 | Persepolis | 1–1   | Al-Sadd         | Sân vận động Azadi | 81,000   |
| 13 | 9 tháng 4, 2013   | Esteghlal  | 0–1   | Al-Hilal        | Sân vận động Azadi | 80,350   |
| 14 | 14 tháng 5, 2018  | Persepolis | 2–1   | Al-Jazira       | Sân vận động Azadi | 80,000   |
| 15 | 27 tháng 8, 2018  | Esteghlal  | 1–3   | Al-Sadd         | Sân vận động Azadi | 78,116   |
| 16 | 25 tháng 4, 2017  | Esteghlal  | 1–1   | Al-Ahli         | Sân vận động Azadi | 76,428   |
| 17 | 15 tháng 5, 2018  | Esteghlal  | 3–1   | Zob Ahan        | Sân vận động Azadi | 75,680   |
| 18 | 7 tháng 2, 2017   | Esteghlal  | 0–0   | Al-Sadd         | Sân vận động Azadi | 74,560   |
| 19 | 1 tháng 5, 2012   | Persepolis | 0–1   | Al-Hilal        | Sân vận động Azadi | 73,154   |
| 20 | 17 tháng 9, 2018  | Persepolis | 3–1   | Al-Duhail       | Sân vận động Azadi | 71,312   |

## Câu lạc bộ

### Theo sự xuất hiện ở bán kết

#### Giải vô địch các câu lạc bộ châu Á và AFC Champions League
Bảng dưới đây là danh sách câu lạc bộ đã tham dự Giải vô địch các câu lạc bộ châu Á và AFC Champions League. Không bao gồm những đội vào bán kết trong các mùa giải 1987 đến 1989–90 (do không có đội nào lọt vào bán kết trong những mùa giải này).
| Đội                            | No. | Years                                                                    |
| ------------------------------ | --- | ------------------------------------------------------------------------ |
| Al-Hilal                       | 11  | 1986, 1987, 1991, 1997–98, 1999–2000, 2010, 2014, 2015, 2017, 2019, 2021 |
| Esteghlal                      | 7   | 1970, 1971, 1990–91, 1991, 1998–99, 2001–02, 2013                        |
| Persepolis                     | 7   | 1996–97, 1997–98, 1999–2000, 2000–01, 2017, 2018, 2020                   |
| Seongnam FC                    | 6   | 1994–95, 1995, 1996–97, 2004, 2007, 2010                                 |
| Al-Ittihad                     | 5   | 2004, 2005, 2009, 2011, 2012                                             |
| Al-Ain                         | 5   | 1998–99, 2002–03, 2005, 2014, 2016                                       |
| Suwon Samsung Bluewings        | 5   | 1999–2000, 2000–01, 2001–02, 2011, 2018                                  |
| Liêu Ninh                      | 4   | 1986, 1989–90, 1990–91, 1993–94                                          |
| Jeonbuk Hyundai Motors         | 4   | 2004, 2006, 2011, 2016                                                   |
| FC Seoul                       | 4   | 2001–02, 2013, 2014, 2016                                                |
| Urawa Red Diamonds             | 4   | 2007, 2008, 2017, 2019                                                   |
| Al-Sadd                        | 4   | 1988–89, 2011, 2018, 2019                                                |
| Pohang Steelers                | 4   | 1996–97, 1997–98, 2009, 2021                                             |
| Ulsan Hyundai                  | 4   | 2006, 2012, 2020, 2021                                                   |
| Tokyo Verdy                    | 3   | 1987, 1992–93, 1993–94                                                   |
| Ngân hàng Nông nghiệp Thái Lan | 3   | 1993–94, 1994–95, 1995                                                   |
| Júbilo Iwata                   | 3   | 1998–99, 1999–2000, 2000–01                                              |
| Đại Liên Shide                 | 3   | 1997–98, 1998–99, 2002–03                                                |
| Quảng Châu                     | 3   | 2013, 2015, 2019                                                         |
| Al-Nassr                       | 3   | 1995, 2020, 2021                                                         |
| Hapoel Tel Aviv                | 2   | 1967, 1970                                                               |
| Maccabi Tel Aviv               | 2   | 1969, 1971                                                               |
| Pakhtakor                      | 2   | 2002–03, 2004                                                            |
| Busan IPark                    | 2   | 1985, 2005                                                               |
| Al-Shabab                      | 2   | 1992–93, 2010                                                            |
| Al-Ahli                        | 2   | 1985, 2012                                                               |
| Bunyodkor                      | 2   | 2008, 2012                                                               |
| Gamba Osaka                    | 2   | 2008, 2015                                                               |
| Selangor                       | 1   | 1967                                                                     |
| Korea Tungsten FC              | 1   | 1967                                                                     |
| Yangzee FC                     | 1   | 1969                                                                     |
| Sanfrecce Hiroshima            | 1   | 1969                                                                     |
| Mysore State                   | 1   | 1969                                                                     |
| PSMS Medan                     | 1   | 1970                                                                     |
| Homenetmen Beirut              | 1   | 1970                                                                     |
| Al-Shorta                      | 1   | 1971                                                                     |
| ROK Army                       | 1   | 1971                                                                     |
| Tiga Berlian                   | 1   | 1985                                                                     |
| Al-Ittihad                     | 1   | 1985                                                                     |
| Al-Talaba                      | 1   | 1986                                                                     |
| JEF United Chiba               | 1   | 1986                                                                     |
| Al-Rasheed                     | 1   | 1988–89                                                                  |
| Yokohama F. Marinos            | 1   | 1989–90                                                                  |
| tháng 4, 25                    | 1   | 1990–91                                                                  |
| Madura United                  | 1   | 1990–91                                                                  |
| Al-Shabab                      | 1   | 1991                                                                     |
| Al-Rayyan                      | 1   | 1991                                                                     |
| Al-Wasl                        | 1   | 1992–93                                                                  |
| PAS Tehran                     | 1   | 1992–93                                                                  |
| Oman Club                      | 1   | 1993–94                                                                  |
| Al-Arabi                       | 1   | 1994–95                                                                  |
| Neftchy Farg'ona               | 1   | 1994–95                                                                  |
| Saipa                          | 1   | 1995                                                                     |
| Al-Zawraa                      | 1   | 1996–97                                                                  |
| Irtysh                         | 1   | 2000–01                                                                  |
| Nasaf                          | 1   | 2001–02                                                                  |
| Police Tero                    | 1   | 2002–03                                                                  |
| Thâm Quyến                     | 1   | 2005                                                                     |
| Al-Qadisiya                    | 1   | 2006                                                                     |
| Al-Karamah                     | 1   | 2006                                                                     |
| Al-Wahda                       | 1   | 2007                                                                     |
| Sepahan                        | 1   | 2007                                                                     |
| Adelaide United                | 1   | 2008                                                                     |
| Umm-Salal                      | 1   | 2009                                                                     |
| Nagoya Grampus                 | 1   | 2009                                                                     |
| Zob Ahan                       | 1   | 2010                                                                     |
| Kashiwa Reysol                 | 1   | 2013                                                                     |
| Western Sydney Wanderers       | 1   | 2014                                                                     |
| Shabab Al-Ahli                 | 1   | 2015                                                                     |
| El-Jaish                       | 1   | 2016                                                                     |
| Cảng Thượng Hải                | 1   | 2017                                                                     |
| Kashima Antlers                | 1   | 2018                                                                     |
| Vissel Kobe                    | 1   | 2020                                                                     |

(Các) năm in đậm: Đội lọt vào chung kết

#### Kỷ nguyên AFC Champions League
| Đội                      | Số lần | Năm                                |
| ------------------------ | ------ | ---------------------------------- |
| Al-Hilal                 | 6      | 2010, 2014, 2015, 2017, 2019, 2021 |
| Al-Ittihad               | 5      | 2004, 2005, 2009, 2011, 2012       |
| Al-Ain                   | 4      | 2003, 2005, 2014, 2016             |
| Jeonbuk Hyundai Motors   | 4      | 2004, 2006, 2011, 2016             |
| Urawa Red Diamonds       | 4      | 2007, 2008, 2017, 2019             |
| Seongnam FC              | 3      | 2004, 2007, 2010                   |
| Ulsan Hyundai            | 3      | 2006, 2012, 2020                   |
| FC Seoul                 | 3      | 2013, 2014, 2016                   |
| Al-Sadd                  | 3      | 2011, 2018, 2019                   |
| Quảng Châu               | 3      | 2013, 2015, 2019                   |
| Persepolis               | 3      | 2017, 2018, 2020                   |
| Pakhtakor                | 2      | 2003, 2004                         |
| Gamba Osaka              | 2      | 2008, 2015                         |
| Bunyodkor                | 2      | 2008, 2012                         |
| Suwon Samsung Bluewings  | 2      | 2011, 2018                         |
| Police Tero              | 1      | 2003                               |
| Đại Liên Shide           | 1      | 2003                               |
| Thâm Quyến               | 1      | 2005                               |
| Busan IPark              | 1      | 2005                               |
| Al-Qadisiya              | 1      | 2006                               |
| Al-Karamah               | 1      | 2006                               |
| Al-Wahda                 | 1      | 2007                               |
| Sepahan                  | 1      | 2007                               |
| Adelaide United          | 1      | 2008                               |
| Nagoya Grampus           | 1      | 2009                               |
| Pohang Steelers          | 1      | 2009                               |
| Umm-Salal                | 1      | 2009                               |
| Zob Ahan                 | 1      | 2010                               |
| Al-Shabab                | 1      | 2010                               |
| Al-Ahli                  | 1      | 2012                               |
| Esteghlal                | 1      | 2013                               |
| Kashiwa Reysol           | 1      | 2013                               |
| Western Sydney Wanderers | 1      | 2014                               |
| Shabab Al-Ahli           | 1      | 2015                               |
| El-Jaish                 | 1      | 2016                               |
| Cảng Thượng Hải          | 1      | 2017                               |
| Kashima Antlers          | 1      | 2018                               |
| Al-Nassr                 | 1      | 2020                               |
| Vissel Kobe              | 1      | 2020                               |

(Các) năm in đậm: Đội lọt vào chung kết

### Các đội bất bại
14 câu lạc bộ đã giành cúp mà không để thua 1 trận nào trong một mùa giải, chỉ có ba đội làm được điều này hai lần:
- Hapoel Tel Aviv chỉ có 1 trận thắng trong năm 1967
- Maccabi Tel Aviv có 4 trận thắng và 2 trận hòa vào năm 1969 và 5 trận thắng (trong đó có 2 lần thắng do đối thủ bỏ cuộc) vào năm 1971
- Esteghlal có 4 trận thắng vào năm 1970; 4 thắng và 1 hòa trong các năm 1990–91
- Daewoo Royals có 4 trận thắng vào năm 1985
- Furukawa Electric có 5 trận thắng trong các năm 1986–87
- Liêu Ninh có 3 trận thắng và 2 trận hòa trong các năm 1989–90
- Al-Hilal có 3 trận thắng và 1 trận hòa trong các năm 1991–92, 6 trận thắng và 1 trận hòa trong các năm 1999–2000
- Ngân hàng Nông nghiệp Thái Lan có 2 trận thắng và 4 trận hòa trong các năm 1993–94
- Ilhwa Chunma có 8 trận thắng và 1 trận hòa vào năm 1995
- Suwon Samsung Bluewings có 5 trận thắng và 2 trận hòa trong các mùa giải 2001–02
- Al-Ittihad có 4 trận thắng và 2 trận hòa vào năm 2005
- Urawa Red Diamonds có 5 trận thắng và 7 trận hòa trong năm 2007
- Gamba Osaka có 9 trận thắng và 3 trận hòa trong năm 2008
- Ulsan Hyundai có 10 trận thắng và 2 trận hòa trong năm 2012, 9 trận thắng và 1 trận hòa vào năm 2020

### Tham gia liên tiếp
- Al-Hilal nắm giữ kỷ lục về số lần tham dự AFC Champions League liên tiếp với 12 lần kể từ 2009.

### Chiến thắng đậm nhất
- Các đội sau đây đã thắng một trận duy nhất với hiệu số bàn thắng bại từ 6 trở lên trong kỷ nguyên AFC Champions League:

| Ngày                 | Đội thắng              | Tỷ số | Đội thua             | Sân                                      |
| -------------------- | ---------------------- | ----- | -------------------- | ---------------------------------------- |
| 11 tháng 5, 2004     | Seongnam Ilhwa Chunma  | 15–0  | Persik Kediri        | Sân vận động Seongnam                    |
| 22 tháng 3, 2006     | Gamba Osaka            | 15–0  | Đà Nẵng              | Sân vận động Osaka Expo '70              |
| 9 tháng 2, 2016      | FC Tokyo               | 9–0   | Chonburi             | Sân vận động Ajinomoto                   |
| 9 tháng 3 2010       | Trường Xuân Yatai      | 9–0   | Persipura Jayapura   | Sân vận động Thành phố Trường Xuân       |
| 1 tháng 7, 2021      | Jeonbuk Hyundai Motors | 9–0   | Tampines Rovers      | Sân vận động Lokomotiv                   |
| 9 tháng 4, 2008      | Krung Thai Bank        | 9–1   | Nam Định             | Sân vận động Đại học Chulalongkorn       |
| 12 tháng 3, 2008     | Kashima Antlers        | 9–1   | Krung Thai Bank      | Sân vận động Đại học Chulalongkorn       |
| 9 tháng 3, 2005      | Busan I'Park           | 8–0   | Bình Định            | Sân vận động Asiad Busan                 |
| 14 tháng 4, 2010     | Jeonbuk Hyundai Motors | 8–0   | Persipura Jayapura   | Sân vận động World Cup Jeonju            |
| 29 tháng 6, 2021     | Kawasaki Frontale      | 8–0   | United City          | Sân vận động Lokomotiv                   |
| 7 tháng 5, 2008      | Kashima Antlers        | 8–1   | Krung Thai Bank      | Sân vận động bóng đá Kashima             |
| 7 tháng 7, 2021      | Gamba Osaka            | 8–1   | Tampines Rovers      | Sân vận động Bunyodkor                   |
| 15 tháng 3, 2003     | Shimizu S-Pulse        | 7–0   | Osotsapa             | Sân vận động Nhân dân Đại Liên           |
| 19 tháng 5, 2009     | Al-Ittihad             | 7–0   | Umm-Salal            | Sân vận động Hoàng tử Abdullah Al Faisal |
| 22 tháng 2, 2017     | Quảng Châu Hằng Đại    | 7–0   | Đông Phương          | Sân vận động Thiên Hà                    |
| 29 tháng 6, 2021     | Daegu FC               | 7–0   | United City          | Sân vận động Bunyodkor                   |
| 202129 tháng 6, 2021 | Kawasaki Frontale      | 7–0   | Bắc Kinh Quốc An     | Sân vận động Lokomotiv                   |
| 12 tháng 3, 2003     | Đại Liên Shide         | 7–1   | Osotsapa             | Sân vận động Nhân dân Đại Liên           |
| 23 tháng 5, 2012     | Al-Hilal               | 7–1   | Baniyas              | Sân vận động hoàng tử Faisal bin Fahd    |
| 9 tháng 3, 2003      | Seongnam Ilhwa Chunma  | 6–0   | Osotsapa             | Sân vận động Nhân dân Đại Liên           |
| 15 tháng 9, 2004     | Seongnam Ilhwa Chunma  | 6–0   | Sharjah              | Sân vận động Seongnam                    |
| 28 tháng 9, 2005     | Al-Ain                 | 6–0   | Thâm Quyến Jianlibao | Sân vận động Tahnoun bin Mohammed        |
| 8 tháng 3, 2006      | Foolad                 | 6–0   | Al-Qadisiya          | Sân vận động Shahid Dastgerdi            |
| 13 tháng 9, 2006     | Ulsan Hyundai          | 6–0   | Al-Shabab            | Sân vận động bóng đá Ulsan Munsu         |
| 23 tháng 5, 2007     | Thân Hoa Thượng Hải    | 6–0   | Persik Kediri        | Sân vận động Trung tâm thể thao Yuanshen |
| 19 tháng 3, 2008     | Kashima Antlers        | 6–0   | Nam Định             | Sân vận động bóng đá Kashima             |
| 24 tháng 6, 2009     | Pohang Steelers        | 6–0   | Newcastle Jets       | Sân vận động Steelyard                   |
| 10 tháng 5, 2011     | Jeonbuk Hyundai Motors | 6–0   | Arema                | Sân vận động World Cup Jeonju            |
| 23 tháng 2, 2016     | FC Seoul               | 6–0   | Buriram United       | Sân vận động New I-Mobile                |
| 28 tháng 2, 2017     | Ulsan Hyundai          | 6–0   | Brisbane Roar        | Sân vận động bóng đá Ulsan Munsu         |
| 25 tháng 4, 2017     | Quảng Châu Hằng Đại    | 6–0   | Đông Phương          | Sân vận động Vượng Giác                  |
| 20 tháng 2, 2018     | Jeonbuk Hyundai Motors | 6–0   | Kitchee              | Sân vận động Hồng Kông                   |
| 21 tháng 9, 2020     | Sharjah                | 6–0   | Al-Taawoun           | Sân vận động Thành phố Giáo dục          |

### Chiến thắng hai lượt đậm nhất
Các đội sau đây đã thắng các trận đấu hai lượt với hiệu số bàn thắng bại từ 5 trở lên ở các vòng loại trực tiếp của kỷ nguyên AFC Champions League:
| Vòng             | Đội thắng              | Tỷ số | Đội thua             |
| ---------------- | ---------------------- | ----- | -------------------- |
| Tứ kết 2004      | Seongnam Ilhwa Chunma  | 11–2  | Sharjah              |
| Bán kết 2013     | Quảng Châu Evergrande  | 8–1   | Kashiwa Reysol       |
| Bán kết 2005     | Al-Ittihad             | 7–0   | Busan I'park         |
| Tứ kết 2006      | Ulsan Hyundai Horang-i | 7–0   | Al Shabab            |
| Bán kết 2005     | Al Ain                 | 6–0   | Thâm Quyến Jianlibao |
| Tứ kết 2005      | Al-Ittihad             | 8–3   | Sơn Đông Lỗ Năng     |
| Bán kết 2009     | Al-Ittihad             | 8–3   | Nagoya Grampus       |
| Vòng 16 đội 2018 | Al-Duhail              | 8–3   | Al-Ain               |
| Vòng 16 đội 2017 | Kawasaki Frontale      | 7–2   | Muangthong United    |
| Tứ kết 2013      | Quảng Châu Hằng Đại    | 6–1   | Lekhwiya             |
| Chung kết 2008   | Gamba Osaka            | 5–0   | Adelaide United      |
| Tứ kết 2012      | Ulsan Hyundai          | 5–0   | Al-Hilal             |
| Tứ kết 2016      | Jeonbuk Hyundai Motors | 5–0   | Thượng Hải SIPG      |
| Tứ kết 2018      | Kashima Antlers        | 5–0   | Thiên Tân Quyền Kiện |

### Sự trở lại
- Tứ kết 2009, Pohang Steelers lọt vào bán kết sau khi thua Bunyodkor ở lượt đi, 5–4 (1–3,4–1 (s.h.p))
- Vòng 16 đội 2014 , Western Sydney Wanderers lọt vào tứ kết sau khi thua Sanfrecce Hiroshima ở lượt đi, 3–3 (1–3,2–0)
- Vòng 16 đội 2017, Urawa Red Diamonds lọt vào tứ kết sau khi thua Jeju United ở lượt đi, 3–2 (0–2,3–0 (s.h.p.))
- Tứ kết 2017, Urawa Red Diamonds lọt vào bán kết sau khi bị Kawasaki Frontale dẫn với cách biệt 3 bàn thắng trong tổng tỷ số của hai luợt trận (1–4), 5–4 (1–3,4–1).

### Quốc gia
- Ngoài hai trận chung kết, 25 lần gặp nhau giữa các đội đến từ cùng một quốc gia đã diễn ra:
  - 8 cuộc gặp từ Ả Rập Xê Út:
    - Vòng 16 đội 2009, Al-Ittihad - Al-Shabab, 2-1
    - Vòng 16 đội 2011, Al-Ittihad - Al-Hilal, 3–1
    - Bán kết 2012 , Al-Ittihad - Al-Ahli, 1–2 (1–0, 0–2)
    - Vòng 16 đội 2014, Al-Ittihad - Al-Shabab, 4–1 (1–0, 3–1)
    - Vòng 16 đội 2019, Al-Ahli - Al-Hilal, 3–4 (2–4, 1–0)
    - Tứ kết 2019, Al-Ittihad - Al-Hilal, 1–3 (0–0, 1–3)
    - Vòng 16 đội 2020, Al-Nassr - Al-Taawoun, 1–0
    - Tứ kết 2020, Al-Nassr - Al-Ahli, 2–0

  - 7 cuộc gặp từ Hàn Quốc:
    - Bán kết 2006, Jeonbuk Hyundai Motors - Ulsan Hyundai Horang-i, 6–4 (2–3, 4–1)
    - Tứ kết 2010, Seongnam Ilhwa Chunma - Suwon Samsung Bluewings, 4–3 (4–1, 0–2)
    - Vòng 16 đội 2014 , Jeonbuk Hyundai Motors - Pohang Steelers, 1–3 (1–2, 0–1)
    - Tứ kết 2014, Pohang Steelers - FC Seoul, 0–0 (0–3 pen. )
    - Bán kết 2016, Jeonbuk Hyundai Motors - FC Seoul, 5–3 (4–1, 1–2)
    - Vòng 16 đội 2018, Ulsan Hyundai - Suwon Samsung Bluewings, 1–3 (1–0,0–3)
    - Tứ kết 2018, Jeonbuk Hyundai Motors - Suwon Samsung Bluewings, 3–3 (0–3,3–0) (2-4 pen.)

  - 5 cuộc gặp từ Nhật Bản:
    - Bán kết 2008, Gamba Osaka - Urawa Red Diamonds, 4–2 (1–1, 3–1)
    - Vòng 16 đội 2009, Gamba Osaka - Kawasaki Frontale, 2-3
    - Tứ kết 2009, Kawasaki Frontale - Nagoya Grampus, 3–4 (2–1, 1–3)
    - Vòng 16 đội 2011, Gamba Osaka - Cerezo Osaka, 0–1
    - Tứ kết 2017, Kawasaki Frontale - Urawa Red Diamonds, 4–5 (3–1,1–4)

  - 4 cuộc gặp từ Iran:
    - Vòng 16 đội 2010, Zob Ahan - Mes Kerman, 1–0
    - Trận play-off vòng loại 2012, Esteghlal - Zob Ahan, 2–0
    - Vòng 16 đội 2012, Sepahan - Esteghlal, 2–0
    - Vòng 16 đội 2018, Zob Ahan - Esteghlal, 2–3 (1–0, 1–3)

  - 3 cuộc gặp từ Trung Quốc:
    - Vòng 16 đội 2017, Shanghai SIPG - Giang Tô Tô Ninh, 5–3 (2–1, 3–2)
    - Tứ kết 2017, Shanghai SIPG - Guangzhou Evergrande, 5–5 (4–0, 1–5 (s.h.p.) (5–4 p))
    - Vòng 16 đội 2018, Thiên Tân Quyền Kiện - Quảng Châu Hằng Đại, 2–2 (0–0, 2–2)

  - 3 cuộc gặp từ Các Tiểu vương quốc Ả Rập Thống nhất:
    - Vòng 16 đội 2014, Al-Jazira - Al-Ain, 2–4 (1–2, 1–2)
    - Vòng 16 đội 2015, Al-Ahli - Al-Ain, 3–3 (0–0, 3–3)
    - Vòng 16 đội 2021, Sharjah - Al-Wahda, 1–1 (s.h.p.) (4–5 p)

  - 1 cuộc gặp từ Qatar:
    - Vòng 16 đội 2015, Al-Sadd - Lekhwiya, 3–4 (1–2, 2–2)
- Trong các năm 2009, 2011 và 2019, cả 4 đội Ả Rập Xê Út đều đã vượt qua vòng bảng.
- Trong các năm 2009 và 2011, cả 4 đội Nhật Bản đều đã vượt qua vòng bảng.
- Trong các năm 2010 và 2015, cả 4 đội Hàn Quốc đều đã vượt qua vòng bảng.
- Năm 2010 là mùa giải duy nhất có 4 đội cùng quốc gia lọt vào vòng tứ kết là Jeonbuk Hyundai Motors, Pohang Steelers, Seongnam Ilhwa Chunma và Suwon Samsung Bluewings, đều đến từ Hàn Quốc.
- Các đội Hàn Quốc liên tục tiến vào bán kết từ năm 2009 đến năm 2014.
- Các đội Hàn Quốc liên tục tiến vào các trận chung kết từ năm 2009 đến năm 2013.

### Kỷ lục vòng bảng cụ thể

#### Các cuộc gặp gỡ
- Thân Hoa Thượng Hải, Suwon Samsung Bluewings, Kashima Antlers và Sydney FC đã gặp lại nhau vào năm 2018 như đã từng vào năm 2011. Đặc biệt, cả ba đội trước đều nằm chung một bảng đấu vào năm 2009.

#### Ghi bàn và thủng lưới
- Số bàn thắng ghi được nhiều nhất ở vòng bảng: 28
  - Kashima Antlers (2008)
- Số bàn thắng ít nhất ghi được ở vòng bảng: 0
  - Tokyo Verdy (2006)
- Số bàn thua ít nhất vòng bảng: 0
  - Pakhtakor (2002–03)
  - Al-Wahda (2004)
  - Busan IPark (2005)
  - Ulsan Hyundai (2006)
- Số bàn thua nhiều nhất vòng bảng: 29 bàn
  - Persipura Jayapura (2010)
- Hiệu số bàn thắng bại cao nhất ở vòng bảng: +25
  - Busan IPark (2005)
  - Kashima Antlers (2008)
- Hiệu số bàn thắng bại thấp nhất ở vòng bảng: –26
  - Đà Nẵng (2006)

#### Sáu trận thắng
Sáu đội đã thắng tất cả các trận đấu ở vòng bảng, đó là:
- Sơn Đông Lỗ Năng, 2005
- Busan IPark, 2005
- Kashima Antlers, 2010
- Al-Duhail, 2018
- Kawasaki Frontale, 2021
- Ulsan Hyundai, 2021

Bốn đội đã thắng tất cả các trận đấu ở vòng bảng (không phải 6 trận); đó là:
- Al-Ain (3 trận thắng), 2002–03
- Pakhtakor (3 trận thắng), 2002–03
- Ulsan Hyundai Horang-i (2 trận thắng), 2006
- Shanghai Shenhua (2 trận thắng), 2006

#### Sáu trận hòa
Không có đội nào.

#### Sáu trận thua
9 đội đã toàn thua ở vòng bảng (6 trận), đó là:
- FC Neftchi Fergana, 2004
- Hoàng Anh Gia Lai, 2005
- Đà Nẵng, 2006
- Đồng Tâm Long An, 2007
- Al-Arabi, 2012
- Al-Wasl, 2018
- Quảng Châu, 2021
- Tampines Rovers, 2021
- Kaya – Iloilo, 2021

Sáu đội đã thua tất cả các trận đấu ở vòng bảng (không phải 6 trận), đó là:
- Osotsapa (3 trận thua), 2002–03
- Nisa Aşgabat (3 trận thua), 2002–03
- Al-Shorta (4 trận thua), 2004
- Tokyo Verdy (2 trận thua), 2006
- Đồng Tâm Long An (2 trận thua), 2006
- Shahr Khodro (4 trận thua), 2020

#### Vượt qua vòng bảng
- Al-Hilal giữ kỷ lục nhiều mùa giải liên tiếp vượt qua vòng bảng nhất với con số 9, từ năm 2009 đến 2017.
- Năm 2016, Quảng Châu Hằng Đại trở thành đội đương kim vô địch thứ hai không vượt qua vòng bảng năm sau; đội đầu tiên là Western Sydney Wanderers vào năm 2015.
- Al-Wahda và Ulsan Hyundai ghi ít bàn nhất (3) để giành 6 điểm ở vòng bảng (không phải 6 trận) vào các năm 2004 và 2006.
- Pakhtakor cũng ghi ít bàn nhất (3) để kiếm 7 điểm ở vòng bảng (không phải 6 trận) vào năm 2004.
- Beijing Guoan ghi ít bàn nhất (4) để kiếm 9 điểm ở vòng bảng (6 trận) vào năm 2013. Ngoài ra, Sydney FC đã ghi 4 bàn thắng để kiếm được 10 điểm ở vòng bảng năm 2016.

#### Chênh lệch lớn nhất giữa đội xếp nhất và đội xếp nhì trong bảng
Chênh lệch điểm số lớn nhất giữa đội nhất và nhì trong một bảng đấu Champions League là 9 điểm, do một đội duy nhất đạt được:
- Busan I'Park, 18 điểm (25: 0 bàn) (+25) năm 2005. (xếp thứ 2 Krung Thai Bank 9 điểm, thứ 3 Persebaya Surabaya 4 điểm, thứ 4 Bình Định 4 điểm).

#### Giành nhiều điểm nhất, nhưng bị loại
- 15 điểm (chỉ một đội đi tiếp):
  - Yokohama F. Marinos (2004).
- 13 điểm (chỉ một đội đi tiếp):
  - Sepahan (2004).
  - Suwon Samsung Bluewings (2005).
  - Al-Sadd (2006).
  - Sơn Đông Lỗ Năng (2007).
- 12 điểm (chỉ một đội đi tiếp):
  - Júbilo Iwata (2004).
  - Yokohama F. Marinos (2005).
  - Đại Liên Shide (2006).
  - Trường Xuân Yatai (2008).
  - Bắc Kinh Quốc An (2008).
- 10 điểm (chỉ có hai đội đi tiếp):
  - Urawa Red Diamonds (2013).
  - Buriram United (2015).
  - Pakhtakor (2016).

#### Giành it điểm nhất, nhưng được đi tiếp
- 5 điểm:
  - Esteghlal (2020) (chỉ 4 trận).
  - Suwon Samsung Bluewings (2020) (chỉ 4 trận).
- 6 điểm:
  - Al-Wahda (2004) (chỉ 4 trận).
  - Ulsan Hyundai (2006) (chỉ 2 trận).
  - Thân Hoa Thượng Hải (2006) (chỉ 2 trận).
  - Al-Ahli (2020) (chỉ 4 trận).
  - Vissel Kobe (2020) (chỉ 4 trận).

## Cầu thủ

### Xuất hiện tổng thể
Tính đến 26 tháng 11 năm 2019
Từ mùa giải 2005 và không bao gồm các trận đấu và lần xuất hiện tại vòng loại
| Cầu thủ              | Câu lạc bộ                                                  | Ra sân |
| -------------------- | ----------------------------------------------------------- | ------ |
| Huang Bowen          | Bắc Kinh Quốc An Quảng Châu Hằng Đại Jeonbuk Hyundai Motors | 91     |
| Mohammad Al-Shalhoub | Al-Hilal                                                    | 87     |
| Gao Lin              | Thân Hoa Thượng Hải Quảng Châu Hằng Đại                     | 84     |
| Feng Xiaoting        | Quảng Châu Evergrande Jeonbuk Hyundai Motors                | 83     |
| Abdullah Al-Zori     | Al-Hilal                                                    | 78     |
| Saud Kariri          | Al-Ittihad Al-Hilal                                         | 77     |
| Trịnh Chi            | Sơn Đông Lỗ Năng Quảng Châu Hằng Đại                        | 77     |
| Tăng Thành           | Persebaya Surabaya Hà Nam Kiến Nghiệp Quảng Châu Hằng Đại   | 74     |
| Lee Dong-gook        | Jeonbuk Hyundai Motors                                      | 74     |
| Zhang Linpeng        | Quảng Châu Hằng Đại                                         | 71     |
| Kwoun Sun-tae        | Jeonbuk Hyundai Motors Kashima Antlers                      | 69     |
| Dejan Damjanović     | FC Seoul Bắc Kinh Quốc An Suwon Samsung Bluewings           | 69     |
| Jalal Hosseini       | Saipa Sepahan Persepolis                                    | 66     |
| Shinzo Koroki        | Kashima Antlers Urawa Red Diamonds                          | 66     |
| Ibrahim Diaky        | Al-Ain Al-Jazira                                            | 65     |
| Khalid Eisa          | Al-Jazira Al-Ain                                            | 61     |
| Yasser Al-Qahtani    | Al-Hilal                                                    | 61     |
| Mohamed Abdulrahman  | Al-Ain                                                      | 60     |
| Omar Abdulrahman     | Al-Ain                                                      | 59     |
| Yasuhito Endō        | Gamba Osaka                                                 | 58     |
| Mehdi Rahmati        | Sepahan Esteghlal                                           | 58     |
| Mohanad Salem        | Al-Ain                                                      | 58     |
| Elkeson              | Quảng Châu Hằng Đại Thượng Hải SIPG                         | 57     |
| Nasser Al-Shamrani   | Al-Shabab Al-Hilal Al-Ain                                   | 57     |
| Mitsuo Ogasawara     | Kashima Antlers                                             | 54     |

### Giành cúp
| Cầu thủ | Số danh hiệu | Câu lạc bộ                                                        |
| --- | ------------ | ----------------------------------------------------------------- |
| Kwoun Sun-tae | 3            | 2018 cho Kashima Antlers, 2016 và 2006 cho Jeonbuk Hyundai Motors |
| Jung Seung-hyun | 2            | 2020 cho Ulsan Hyundai, 2018 cho Kashima Antlers                  |
| Yuki Abe Tadaaki Hirakawa | 2            | 2017 và 2007 cho Urawa Red Diamonds                               |
| Kim Shin-wook Lee Ho | 2            | 2016 cho Jeonbuk Hyundai Motors, 2012 cho Ulsan Hyundai           |
| Shin Hyung-min | 2            | 2016 cho Jeonbuk Hyundai Motors, 2009 cho Pohang Steelers         |
| Elkeson Feng Xiaoting Huang Bowen Kim Young-gwon Li Shuai Liao Lisheng Rong Hao GaoLin Zeng Cheng Zhang Linpeng Zhao Xuri Zheng Long Zheng Zhi | 2            | 2015 và 2013 cho Quảng Châu Hằng Đại                              |
| Namkung Do | 2            | 2010 cho Seongnam Ilhwa Chunma, 2009 cho Pohang Steelers          |
| Mohammed Noor Ahmed Dokhi Hamzah Idris Saud Kariri Tcheco Redha Tukar Manaf Abushgeer Osama Al-Muwallad Hamad Al-Montashari                    | 2            | 2005 và 2004 cho Al-Ittihad                                       |
| Salman Al-Faraj Yasser Al-Shahrani Salem Al-Dawsari Bafétimbi Gomis                                                                            | 2            | 2019 và 2021 cho Al-Hilal                                         |

### Ghi bàn

#### Tổng thể cầu thủ ghi bàn hàng đầu
Tính đến 4 tháng 7, 2021
Từ mùa giải 2003 và không bao gồm các trận đấu và bàn thắng ở vòng loại.
| Hạng | Cầu thủ            | Câu lạc bộ                                                   | Bàn thắng |
| ---- | ------------------ | ------------------------------------------------------------ | --------- |
| 1    | Dejan Damjanović   | FC Seoul Bắc Kinh Quốc An Suwon Samsung Bluewings Kitchee SC | 40        |
| 2    | Lee Dong-Gook      | Jeonbuk Hyundai Motors                                       | 37        |
| 3    | Nasser Al-Shamrani | Al-Shabab Al-Hilal Al-Ittihad Al-Ain                         | 32        |
| 4    | Elkeson            | Quảng Châu Hằng Đại Thượng Hải SIPG                          | 29        |
| 5    | Shinzo Koroki      | Kashima Antlers Urawa Red Diamonds                           | 26        |
| 6    | Ricardo Goulart    | Quảng Châu Hằng Đại                                          | 25        |
| 7    | Muriqui            | Quảng Châu Hằng Đại Al-Sadd                                  | 20        |
| 7    | Asamoah Gyan       | Al-Ain Al-Ahli Thượng Hải SIPG                               | 20        |
| 7    | Youssef El-Arabi   | Al-Hilal Al-Duhail                                           | 20        |
| 7    | Kim Shin-wook      | Ulsan Hyundai Jeonbuk Hyundai Motors Thân Hoa Thượng Hải     | 20        |
| 11   | Leandro            | Gamba Osaka Kashiwa Reysol Al-Sadd Al-Rayyan                 | 19        |
| 11   | Adriano            | Jeonbuk Hyundai Motors FC Seoul                              | 19        |

#### Giải thưởng vua phá lưới
Giải Vua phá lưới dành cho cầu thủ ghi nhiều bàn thắng nhất giải, không tính vòng loại.
- Muriqui (Quảng Châu Hằng Đại) giữ kỷ lục ghi nhiều bàn nhất trong một mùa giải với 13 bàn vào năm 2013, cùng với Adriano (FC Seoul) năm 2016 và Baghdad Bounedjah (Al-Sadd) năm 2018.
- Mohamed Kallon (Al-Ittihad) giữ kỷ lục ghi ít bàn nhất cho Vua phá lưới trong một mùa giải với 6 bàn vào năm 2005.
- Seongnam Ilhwa Chunma, Gamba Osaka, Guangzhou Evergrande và Al-Hilal là những câu lạc bộ nhận được nhiều giải thưởng nhất, mỗi đội 2 giải:
  - Seongnam Ilhwa Chunma
    - Kim Do-hoon năm 2004
    - Mota năm 2007

  - Gamba Osaka
    - Magno Alves năm 2006
    - Leandro năm 2009

  - Quảng Châu Hằng Đại
    - Muriqui năm 2013
    - Ricardo Goulart năm 2015

  - Al-Hilal
    - Omar Kharbin năm 2017
    - Bafétimbi Gomis năm 2019
- Các cầu thủ Brazil đã nhận được nhiều giải thưởng nhất với 8 giải:
  - Magno Alves năm 2006
  - Mota năm 2007
  - Leandro năm 2009
  - Jose Mota năm 2010
  - Ricardo Oliveira năm 2012
  - Muriqui năm 2013
  - Ricardo Goulart năm 2015
  - Adriano năm 2016

#### Hat-trick
- Cú hat-trick đầu tiên trong kỷ nguyên AFC Champions League được ghi bởi Kim Do-hoon của Seongnam Ilhwa Chunma vào lưới Osotsapa vào ngày 9 tháng 3 năm 2003.
- Bảy cầu thủ đã lập được từ hai hat-trick trở lên ở AFC Champions League:
  - Kim Do-Hoon (hai cho Seongnam Ilhwa Chunma)
  - Nantawat Tansopa (hai cho Krung Thai Bank)
  - Leandro (một cho Gamba Osaka và một cho Al-Sadd)
  - Araújo (hai cho Al-Gharafa)
  - Krunoslav Lovrek (hai cho Jeonbuk Hyundai Motors)
  - Ricardo Oliveira (hai cho Al-Jazira)
  - Adriano (hai cho FC Seoul và một cho Jeonbuk Hyundai Motors)
  - Ricardo Goulart (ba cho Quảng Châu Hằng Đại)

##### Danh sách hat-trick
| Cầu thủ              | Đội                     | Đối thủ                  | Kết quả | Ngày              |
| -------------------- | ----------------------- | ------------------------ | ------- | ----------------- |
| Kim Do-hoon          | Seongnam Ilhwa Chunma   | Osotsapa                 | 6–0     | 9 tháng 3, 2003   |
| Hác Hải Đông4        | Đại Liên Shide          | Osotsapa                 | 7–1     | 12 tháng 3, 2003  |
| Patrick Suffo        | Al-Hilal                | Esteghlal                | 3–2     | 12 tháng 3, 2003  |
| Kiatisuk Senamuang   | Hoàng Anh Gia Lai       | PSM Makassar             | 5–1     | 11 tháng 2, 2004  |
| Kim Yeon-gun         | Jeonbuk Hyundai Motors  | BEC Tero Sasana          | 4–0     | 7 tháng 4, 2004   |
| Edu Sales            | Jeonbuk Hyundai Motors  | BEC Tero Sasana          | 4–0     | 20 tháng 4, 2004  |
| Marzouk Al-Otaibi    | Al-Ittihad              | Sepahan                  | 4–0     | 20 tháng 4, 2004  |
| Jasenko Sabitović4   | Seongnam Ilhwa Chunma   | Persik Kediri            | 15–0    | 11 tháng 5, 2004  |
| Denis Laktionov4     | Seongnam Ilhwa Chunma   | Persik Kediri            | 15–0    | 11 tháng 5, 2004  |
| Kim Do-hoon          | Seongnam Ilhwa Chunma   | Persik Kediri            | 15–0    | 11 tháng 5, 2004  |
| Mohamed Al-Zeno      | Al-Jaish                | Al-Zawraa                | 5–1     | 5 tháng 4, 2005   |
| Mohsen Bayatinia     | PAS Tehran              | Al-Salmiya               | 5–1     | 6 tháng 4, 2005   |
| Rasoul Khatibi       | Sepahan                 | Al-Wahda                 | 3–1     | 6 tháng 4, 2005   |
| Trịnh Chí            | Sơn Đông Lỗ Năng        | PSM Makassar             | 6–1     | 20 tháng 4, 2005  |
| Onyekachi Nwoha      | Al-Ain                  | Thâm Quyến Jianlibao     | 6–0     | 28 tháng 9, 2005  |
| Fernandinho4         | Gamba Osaka             | Đà Nẵng                  | 15–0    | 22 tháng 3, 2006  |
| Magno Alves4         | Gamba Osaka             | Đà Nẵng                  | 15–0    | 22 tháng 3, 2006  |
| Gao Lin              | Thân Hoa Thượng Hải     | Đồng Tâm Long An         | 4–2     | 3 tháng 5, 2006   |
| A'ala Hubail         | Al-Gharafa              | Al-Wahda                 | 5–3     | 17 tháng 5, 2006  |
| Diego Alonso         | Thân Hoa Thượng Hải     | Persik Kediri            | 6–0     | 23 tháng 5, 2007  |
| Travis Dodd          | Adelaide United         | Đồng Tâm Long An         | 3–0     | 23 tháng 5, 2007  |
| Marquinhos           | Kashima Antlers         | Krung Thai Bank          | 9–1     | 12 tháng 3, 2008  |
| Koné Kassim4         | Krung Thai Bank         | Nam Định                 | 9–1     | 9 tháng 4, 2008   |
| Nantawat Tansopa     | Krung Thai Bank         | Nam Định                 | 9–1     | 9 tháng 4, 2008   |
| Nantawat Tansopa4    | Krung Thai Bank         | Bắc Kinh Quốc An         | 5–3     | 21 tháng 5, 2008  |
| Tiago                | Bắc Kinh Quốc An        | Krung Thai Bank          | 3–5     | 21 tháng 5, 2008  |
| Luay Salah           | Erbil                   | Al-Qadsia                | 4–2     | 21 tháng 5, 2008  |
| José Luis Villanueva | Bunyodkor               | Saipa                    | 5–1     | 24 tháng 9, 2008  |
| Leandro              | Gamba Osaka             | FC Seoul                 | 4–2     | 17 tháng 4, 2009  |
| Araújo               | Al-Gharafa              | Persepolis               | 5–1     | 21 tháng 4, 2009  |
| Prince Tagoe         | Al-Ettifaq              | Al-Shabab                | 4–1     | 21 tháng 4, 2009  |
| Dejan Damjanović     | FC Seoul                | Sriwijaya                | 5–1     | 5 tháng 5, 2009   |
| Denilson             | Pohang Steelers         | Central Coast Mariners   | 3–2     | 5 tháng 5, 2009   |
| Naif Hazazi          | Al-Ittihad              | Umm-Salal                | 7–0     | 19 tháng 5, 2009  |
| Choi Hyo-jin         | Pohang Steelers         | Newcastle Jets           | 6–0     | 24 tháng 6, 2009  |
| Mohammed Noor        | Al-Ittihad              | Nagoya Grampus           | 6–2     | 21 tháng 10, 2009 |
| Krunoslav Lovrek     | Jeonbuk Hyundai Motors  | Persipura Jayapura       | 4–1     | 23 tháng 2, 2010  |
| Gao Jian             | Trường Xuân Yatai       | Persipura Jayapura       | 9–0     | 9 tháng 3, 2010   |
| Johnny Woodly        | Trường Xuân Yatai       | Persipura Jayapura       | 9–0     | 9 tháng 3, 2010   |
| Leandro              | Al-Sadd                 | Al-Ahli                  | 5–0     | 10 tháng 3, 2010  |
| Shoki Hirai          | Gamba Osaka             | Singapore Armed Force    | 4–2     | 23 tháng 3, 2010  |
| Odil Ahmedov         | Pakhtakor               | Al-Ain                   | 3–2     | 13 tháng 4, 2010  |
| Araújo               | Al-Gharafa              | Al-Jazira                | 4–2     | 14 tháng 4, 2010  |
| Sim Woo-yeon         | Jeonbuk Hyundai Motors  | Persipura Jayapura       | 8–0     | 14 tháng 4, 2010  |
| Ha Tae-goon          | Suwon Samsung Bluewings | Thân Hoa Thượng Hải      | 4–0     | 16 tháng 3, 2011  |
| Younis Mahmoud       | Al-Gharafa              | Al-Jazira                | 5–2     | 4 tháng 5, 2011   |
| Krunoslav Lovrek     | Jeonbuk Hyundai Motors  | Arema                    | 6–0     | 10 tháng 5, 2011  |
| Lee Dong-gook4       | Jeonbuk Hyundai Motors  | Cerezo Osaka             | 6–1     | 27 tháng 9, 2011  |
| Éamon Zayed          | Persepolis              | Al Shabab                | 6–1     | 21 tháng 3, 2012  |
| Ricardo Oliveira     | Al-Jazira               | Nasaf                    | 4–1     | 2 tháng 5, 2012   |
| Ricardo Oliveira4    | Al-Jazira               | Al-Rayyan                | 4–3     | 16 tháng 5, 2012  |
| Yoo Byung-soo4       | Al-Hilal                | Baniyas                  | 7–1     | 23 tháng 5, 2012  |
| Wagner Ribeiro       | El-Jaish                | Al-Jazira                | 3–0     | 24 tháng 4, 2013  |
| Nasser Al-Shamrani   | Al-Hilal                | Al-Sadd                  | 5–0     | 1 tháng 4, 2014   |
| Chimba               | Foolad                  | Al-Fateh                 | 5–1     | 23 tháng 4, 2014  |
| Ricardo Goulart      | Quảng Châu Hằng Đại     | Western Sydney Wanderers | 3–2     | 4 tháng 3, 2015   |
| Diogo                | Buriram United          | Quảng Châu R&F           | 5–0     | 6 tháng 5, 2015   |
| Adriano4             | FC Seoul                | Buriram United           | 6–0     | 23 tháng 2, 2016  |
| Adriano              | FC Seoul                | Sanfrecce Hiroshima      | 4–1     | 1 tháng 3, 2016   |
| Mehdi Taremi         | Persepolis              | Al-Wahda                 | 4–2     | 8 tháng 5, 2017   |
| Ricardo Goulart      | Quảng Châu Hằng Đại     | Thượng Hải SIPG          | 5–1     | 12 tháng 9, 2017  |
| Omar Kharbin         | Al-Hilal                | Persepolis               | 4–0     | 26 tháng 9, 2017  |
| Adriano              | Jeonbuk Hyundai Motors  | Kiệt Chí                 | 6–0     | 20 tháng 2, 2018  |
| Kim Shin-wook        | Jeonbuk Hyundai Motors  | Thiên Tân Quyền Kiện     | 6–3     | 6 tháng 3, 2018   |
| Ricardo Goulart4     | Quảng Châu Hằng Đại     | Jeju United              | 5–3     | 6 tháng 3, 2018   |
| Mame Baba Thiam      | Esteghlal               | Zob Ahan                 | 3–1     | 15 tháng 5, 2018  |
| Cédric Bakambu       | Bắc Kinh Quốc An        | Buriram United           | 3–1     | 9 tháng 4, 2019   |
| Leonardo4            | Al-Wahda                | Al-Rayyan                | 4–3     | 22 tháng 4, 2019  |
| Oscar                | Thượng Hải SIPG         | Ulsan Hyundai            | 5–0     | 21 tháng 5, 2019  |
| Bafétimbi Gomis      | Al-Hilal                | Al-Ahli                  | 4–2     | 6 tháng 8, 2019   |
| Welliton             | Sharjah                 | Al-Taawoun               | 6–0     | 21 tháng 9, 2020  |
| Michael Olunga       | Al-Duhail               | Esteghlal                | 4–3     | 21 tháng 4, 2021  |
| Gustavo4             | Jeonbuk Hyundai Motors  | Tampines Rovers          | 9–0     | 1 tháng 7, 2021   |
| Modou Barrow         | Jeonbuk Hyundai Motors  | Tampines Rovers          | 9–0     | 1 tháng 7, 2021   |
| Kento Tachibanada    | Kawasaki Frontale       | United City              | 8–0     | 2 tháng 7, 2021   |
| Shuhei Kawasaki      | Gamba Osaka             | Tampines Rovers          | 8–1     | 8 tháng 7, 2021   |
| Leandro Damião       | Kawasaki Frontale       | Daegu FC                 | 3–1     | 9 tháng 7, 2021   |
| Jakub Świerczok      | Nagoya Grampus          | Daegu FC                 | 4–2     | 14 tháng 9, 2021  |

- 4 Cầu thủ ghi 4 bàn
- 5 Cầu thủ ghi 5 bàn